# Gomphocerus evanescens
Gomphocerus evanescens är en insektsart som beskrevs av Carl Stål 1861. Gomphocerus evanescens ingår i släktet Gomphocerus och familjen gräshoppor. Inga underarter finns listade i Catalogue of Life.